# Eleven Sports
Eleven Sports Network est un groupe multinational de chaînes de télévision sportives. Basée au Royaume-Uni, elle est détenue par Andrea Radrizzani, directeur de l'agence de marketing sportif MP & Silva, et The Channel Company.
Eleven Sports diffuse plus de 30 000 heures de sport en direct à plus de 17 millions d'abonnés. Le groupe propose ses services au Royaume-Uni, en Irlande, en Italie, en Belgique, au Luxembourg, en Pologne, au Portugal, au Myanmar, en Malaisie, à Singapour, à Taïwan et aux États-Unis.

## Histoire

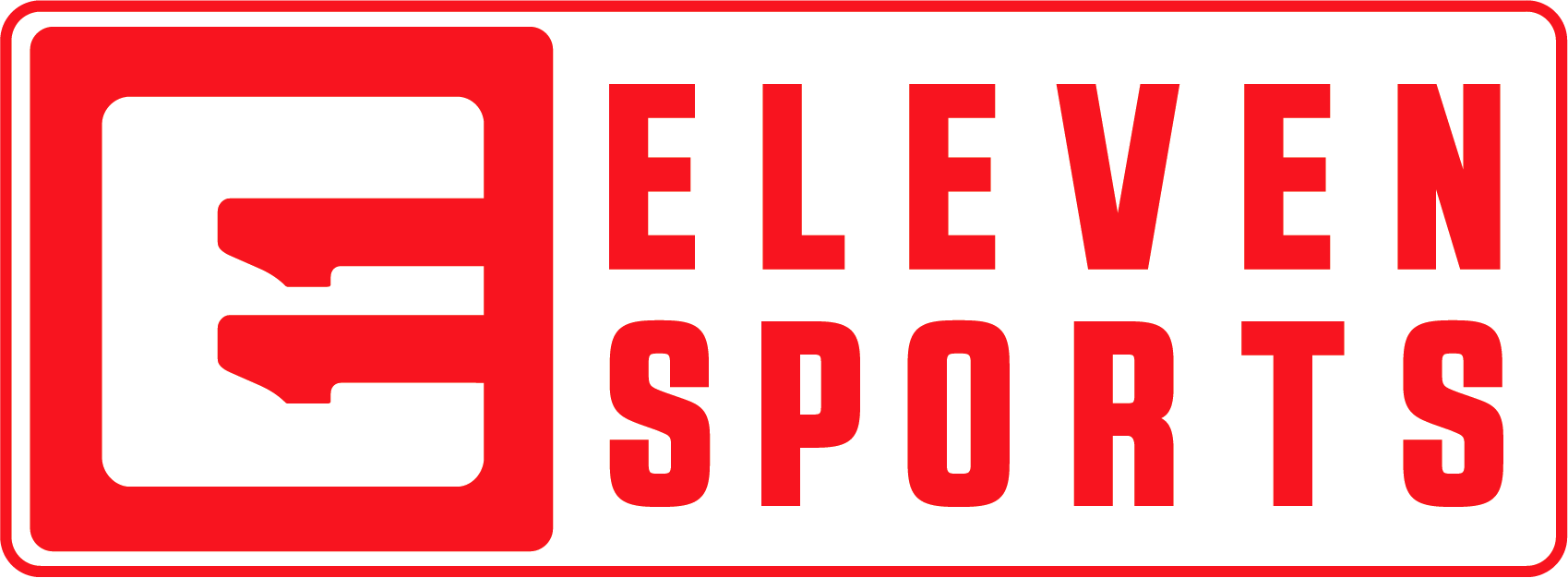
Logo 2016-2020

Le 2 août 2015, Eleven Sports débute la diffusion de ses chaînes dans quatre pays : en Pologne, en Malaisie, à Singapour et en Belgique.
Dès 2017, la chaîne se lance à Taïwan, et l'année suivante en Italie (grâce à l'acquisition de la plateforme Sportube, en proposant un service même gratuit et à peage) et aux États-Unis (rachat des droits de One Wold Sports).
Fin mai 2018, le groupe annonce la diffusion de ses chaînes au Portugal.
En août 2020, la société a annoncé un repositionnement appelé « Eleven 2.0 », y compris un recentrage (initialement en Belgique, en Italie et au Portugal) pour inclure davantage de droits sportifs « premium », ainsi que le lancement de nouvelles verticales pour les sports féminins, les sports locaux (« Eleven Next ») et esports. Un nouveau logo rebaptisant le diffuseur sous le nom d'"Eleven" a également été introduit,,,.

## En Belgique francophone et au Luxembourg
Eleven Sports Network a lancé ses activités en Belgique francophone et au Luxembourg le 2 août 2015, avec la diffusion de ses deux premières chaînes. Depuis le 2 mai 2017, le groupe diffuse trois chaînes : Eleven Sports 1, Eleven Sports 2 et Eleven Sports 3. Eleven Sports disparaît en 2023 au profit de Dazn.